# جوشوا زيركزي
جوشوا أوروبوسا زيركزي (بالهولندية: Joshua Orobosa Zirkzee؛ مواليد 22 مايو 2001) هو لاعب كرة قدم هولندي يلعب في مركز الهجوم مع نادي مانشستر يونايتد في الدوري الإنجليزي الممتاز.

## وصلات خارجية
- جوشوا زيركزي على موقع الاتحاد الأوربي (الإنجليزية)
- جوشوا زيركزي على موقع إي إس بي إن إف سي (الإنجليزية)
- جوشوا زيركزي على موقع قاعدة بيانات كرة القدم.إي يو (الإنجليزية)
- جوشوا زيركزي على موقع ليكيب (الفرنسية)
- جوشوا زيركزي على موقع Soccerbase.com (لاعب) (الإنجليزية)
- جوشوا زيركزي على موقع Soccerway.com (الإنجليزية)
- جوشوا زيركزي على موقع عالم كرة القدم.نت (الإنجليزية)
- جوشوا زيركزي على موقع AS.com (الإسبانية)